# Kikuyu-Kamba (E.20) jezici
Kikuyu-Kamba (E.20) jezici, podskupina od (8) nigersko-kongoanskih jezika iz Kenije koji čine dio uže centralne bantu skupine u zoni E. Predstavnici su: 
- dhaiso [dhs], 5.000 (1999) u regiji tanga;
- embu ili kiembu [ebu], 429.000 (1994 I. Larsen);
- gikuyu ili kikuyu [kik], 7.180.000;
- kamba ili kekamba [kam], 3,960,000;

Uži skup Meru obuhvaća (4) jezika i to: 
- chuka ili gichuka [cuh],
- meru ili kimîîru [mer], 1.740.000;
- mwimbi-muthambi [mws], 70.000 (1980 SIL);
- tharaka ili kitharaka [thk], 139.000 (2006), jezik naroda Atharaka ili Tharaka.

## Vanjske poveznice
- Ethnologue (14th)
- Ethnologue (15th)